# 桃山人文館
桃山人文館，會於台灣嘉義市，是一所私人的紀念館，不定期會舉辦公開活動。此紀念館由林瑞霞成立於2002年，房舍為她養父母的故居，重新整理後轉型為紀念館使用。
林瑞霞用養父母姓名中各取一字命名為桃山人文館，一方命是為了紀念先人，另一方面可以符合嘉義在地意象：
- 桃：嘉義市又名桃城[註 2]。
- 山：嘉義市古名諸羅山[註 3]，又台灣熱門景點阿里山位於嘉義。

對於此命名，林瑞霞對媒體說明，希望桃山人文館不只是她自己的館，而是所有對公共事務懷抱熱忱的人能一起為城市遠景奮鬥的依歸。